# Mis-Teeq
Mis-Teeq war ein weibliches R&B- und Garage-House-Trio aus Großbritannien. Am 31. Januar 2005 gab die Band ihre Trennung bekannt.

## Geschichte

### Gründung
Im Frühjahr 1999 wurden Sabrina Washington und Alesha Dixon während eines gemeinsamen Tanzunterrichts in South West London erstmals aufeinander aufmerksam. Die beiden entdeckten musikalische Parallelen und beschlossen, fortan als Duo im Musikgeschäft Fuß zu fassen. Kaum ein halbes Jahr später traten Su-Elise Nash und Zena McNally, die Sabrina und Alesha während eines Castings kennenlernten, der Gruppe bei und Mis-Teeq wuchs zum Quartett. Mit Unterzeichnung ihres Plattenvertrages im Jahr 2000 nahmen die Unstimmigkeiten innerhalb der Band drastisch zu, so dass sich McNally, noch vor Veröffentlichung der ersten Single Why, zum Ausstieg entschied.

### Erste Erfolge
Die Debütsingle entwickelte sich indessen zum Hit und belegte Platz 8 in den britischen Singlecharts. Die darauf folgende Auskopplung All I Want konnte diesen Erfolg mit einem 2. Platz noch überbieten und den Bekanntheitsgrad des jetzigen Trios erhöhen. Ihre Plattenfirma, Telstar Records, beschloss daher, das Debütalbum Lickin' On Both Sides zu veröffentlichen. Dieses kletterte in den Albumcharts bis auf Platz 3 und brachte, neben den weiteren Auskopplungen B With Me und Roll On / This Is How We Do It, auch die erste internationale Single One Night Stand hervor.
Anfang 2003 meldeten sich Mis-Teeq mit ihrem zweiten Album Eye Candy zurück. Die Single Scandalous wurde zum weltweiten Hit und ebnete den Weg für zwei weitere Auskopplungen: Can't Get It Back, einen Remix des gleichnamigen Blaque-Songs, und Style, die im Zuge der Neuveröffentlichung des Albums im Sommer desselben Jahres als Single erschien.

### Auflösung der Band
Im Jahr 2004 versuchte die Band, mit ihrer Musik, auch in den USA Fuß zu fassen. Die erste Single One Night Stand (als Remix und mit neuem Video) erzielte einen für eine ausländische Produktion beachtlichen Erfolg. Sie erreichte Platz 4 in den Billboard Hot Dance Club Play Charts und förderte die Veröffentlichung des Albums Mis-Teeq, das sich aus Tracks der beiden Erstlingswerke zusammensetzte. Etwa zeitgleich musste ihre Plattenfirma wegen großer Verluste Insolvenz anmelden, die nicht durch Mis-Teeq selbst, sondern durch den mangelnden Erfolg verschiedener anderer Künstler, wie Victoria Beckham, verursacht war. Noch bevor ihr letztes Album Greatest Hits, jetzt unter dem Label Universal, erschien, verkündeten die drei Sängerinnen am 31. Januar 2005 die Auflösung ihrer Band.

## Diskografie

### Studioalben
| Jahr | Titel                 | Höchstplatzierung, Gesamtwochen, AuszeichnungChartplatzierungen (Jahr, Titel, Platzierungen, Wochen, Auszeichnungen, Anmerkungen) | Höchstplatzierung, Gesamtwochen, AuszeichnungChartplatzierungen (Jahr, Titel, Platzierungen, Wochen, Auszeichnungen, Anmerkungen) | Anmerkungen                            |
| Jahr | Titel                 | CH | UK | Anmerkungen                            |
| ---- | --------------------- | --- | --- | -------------------------------------- |
| 2001 | Lickin’ on Both Sides | CH68 (6 Wo.)CH | UK3 Platin · (38 Wo.)UK | Erstveröffentlichung: 27. Oktober 2001 |
| 2003 | Eye Candy             | CH77 (3 Wo.)CH | UK6 Gold · (22 Wo.)UK | Erstveröffentlichung: 29. März 2003    |

### Kompilationen
| Jahr | Titel         | Höchstplatzierung, Gesamtwochen, AuszeichnungChartplatzierungen (Jahr, Titel, Platzierungen, Wochen, Auszeichnungen, Anmerkungen) | Höchstplatzierung, Gesamtwochen, AuszeichnungChartplatzierungen (Jahr, Titel, Platzierungen, Wochen, Auszeichnungen, Anmerkungen) | Anmerkungen                          |
| Jahr | Titel         | UK | US | Anmerkungen                          |
| ---- | ------------- | --- | --- | ------------------------------------ |
| 2004 | Mis-Teeq      | — | US125 (2 Wo.)US | Erstveröffentlichung: 13. Juli 2004  |
| 2005 | Greatest Hits | UK28 (2 Wo.)UK | — | Erstveröffentlichung: 25. April 2005 |

### Singles
| Jahr | Titel Album                                        | Höchstplatzierung, Gesamtwochen, AuszeichnungChartplatzierungen (Jahr, Titel, Album, Platzierungen, Wochen, Auszeichnungen, Anmerkungen) | Höchstplatzierung, Gesamtwochen, AuszeichnungChartplatzierungen (Jahr, Titel, Album, Platzierungen, Wochen, Auszeichnungen, Anmerkungen) | Höchstplatzierung, Gesamtwochen, AuszeichnungChartplatzierungen (Jahr, Titel, Album, Platzierungen, Wochen, Auszeichnungen, Anmerkungen) | Höchstplatzierung, Gesamtwochen, AuszeichnungChartplatzierungen (Jahr, Titel, Album, Platzierungen, Wochen, Auszeichnungen, Anmerkungen) | Anmerkungen                             |
| Jahr | Titel Album                                        | DE | CH | UK | US | Anmerkungen                             |
| ---- | -------------------------------------------------- | --- | --- | --- | --- | --------------------------------------- |
| 2001 | Why? Lickin’ on Both Sides                         | — | — | UK8 Silber · (7 Wo.)UK | — | Erstveröffentlichung: 8. Januar 2001    |
| 2001 | All I Want Lickin’ on Both Sides                   | — | CH82 (1 Wo.)CH | UK2 Silber · (11 Wo.)UK | — | Erstveröffentlichung: 11. Juni 2001     |
| 2001 | One Night Stand Lickin’ on Both Sides              | DE57 (8 Wo.)DE | CH24 (11 Wo.)CH | UK5 Silber · (12 Wo.)UK | — | Erstveröffentlichung: 15. Oktober 2001  |
| 2002 | B with Me Lickin’ on Both Sides                    | — | — | UK5 (9 Wo.)UK | — | Erstveröffentlichung: 18. Februar 2002  |
| 2002 | Roll On/This Is How We Do It Lickin’ on Both Sides | DE100 (1 Wo.)DE | — | UK7 (7 Wo.)UK | — | Erstveröffentlichung: 17. Juni 2002     |
| 2003 | Scandalous Eye Candy                               | DE59 (4 Wo.)DE | CH35 (22 Wo.)CH | UK2 Gold · (11 Wo.)UK | US35 (16 Wo.)US | Erstveröffentlichung: 17. März 2003     |
| 2003 | Can’t Get It Back Eye Candy                        | — | — | UK8 (9 Wo.)UK | — | Erstveröffentlichung: 30. Juni 2003     |
| 2003 | Style Eye Candy                                    | — | — | UK13 (5 Wo.)UK | — | Erstveröffentlichung: 17. November 2003 |

### Videoalben
- The Story So Far ... (18. November 2002. Regionalcode 2. Die Mis-Teeq-Sängerinnen geben Einblicke in ihr Leben als Band. Mehrere Live-Auftritte und ihre ersten fünf Musikvideos sind integriert.)

- The Pepsi Silver Clef Concert[4] (15. September 2003. Regionalcode 0. Wohltätigkeitskonzert in Manchester vom 14. Mai 2003. Enthält Auftritte von zehn Bands und Einzelsängern. Mis-Teeq singt die drei Titel All I Want, One Night Stand und Scandalous.)

- Greatest Hits Bonus DVD Video[5] (25. April 2005. Regionalcode 0(?). Beilage zur Limited Edition des Albums Greatest Hits. Enthält alle acht Musikvideos in nicht chronologischer Reihenfolge.)

## Auszeichnungen für Musikverkäufe
| Goldene Schallplatte - Australien - 2003: für die Single Scandalous |

Anmerkung: Auszeichnungen in Ländern aus den Charttabellen bzw. Chartboxen sind in ebendiesen zu finden.
| Land/RegionAuszeichnungen für Musikverkäufe (Land/Region, Auszeichnungen, Verkäufe, Quellen) | Silber     | Gold     | Platin  | Verkäufe  | Quellen     |
| -------------------------------------------------------------------------------------------- | ---------- | -------- | ------- | --------- | ----------- |
| Australien (ARIA)                                                                            | —          | Gold1    | —       | 35.000    | aria.com.au |
| Vereinigtes Königreich (BPI)                                                                 | 3× Silber3 | 2× Gold2 | Platin1 | 1.400.000 | bpi.co.uk   |
| Insgesamt                                                                                    | 3× Silber3 | 3× Gold3 | Platin1 |           |             |